# RGO-88
RGO-88 — польська оборонна ручна осколкова граната дистанційної дії, призначена для ураження живої сили та техніки супротивника на близьких відстанях.

## Історія
Серійне виробництво гранати було почато наприкінці 1980-х років на підприємстві "Dezamet S.A." у місті Нова-Демба. Виробництво запалів УЗРГМ до неї почато на підприємстві «BELMA S.A.» у місті Бидгощ.

## Опис
RGO-88 складається з пластикового корпусу із залитими наповнювачем готовими вражаючими елементами (сталеві кульки) та зарядом гексогену масою 60 грамів, поміщеного у зовнішній тонкостінний корпус із листової сталі. У верхню частину корпусу вкручують запал УЗРГМ (до вкручування запала отвір закрито пластмасовою пробкою).
При вибуху граната утворює близько 1150 осколків.

## Оператори
- Польща